# Santa Creu d'Olorda (antic municipi)
| \| \| 1820 — 1916 \| → \|                                   |                    |   |
| Escut d'armes                                               |                    |   |
| Període històric                                            | Edat Contemporània |   |
| • Creació del municipi                                      | 1820               |   |
| • Annexió a Molins de Rei, Sant Feliu de Llobregat i Sarrià | 1916               |   |
|                                                             | 1820 — 1916        | → |

L'antic municipi de Santa Creu d'Olorda era un municipi de la Serra de Collserola, independent fins a l'any 1916, quan fou dissolt i el seu territori incorporat als municipis limítrofs de Molins de Rei, Sant Feliu de Llobregat i Sarrià. El nom fa referència a l'església de Santa Creu d'Olorda.

## Història
Històricament, el terme de Santa Creu d'Olorda pertanyia a la Baronia de Molins de Rei i mai formà part del territori de Barcelona. A principis de segle xix Olorda era un sotsbatlle de Molins de Rei i el 1820 adquirí la categoria de municipi independent.
El municipi tenia com a centre l'església romànica de Santa Creu d'Olorda i estava format per diferents masies escampades i pel petit nucli de Sant Bartomeu de la Quadra. L'ajuntament es reunia a les cases de la Rierada. Dins del terme també s'hi podia trobar el Puig d'Olorda, el Turó del Xai o el Turó Rodó; així com l'antiga Pedrera dels Ocells.
A principis de segle XX el municipi tenia 54 edificis amb 221 habitants de dret i tenia una escola per a nois i noies.

## Dissolució
El 1912, la junta consistorial va dissoldre el municipi per deutes, dividint el territori entre Molins de Rei, Sant Feliu de Llobregat i Sarrià. La divisió, basada en els propietaris, va afegir Sarrià com a part de Barcelona el 1921. L'ajuntament de Molins de Rei va intentar reclamar part del territori el 2014, destacant els seus vincles històrics.

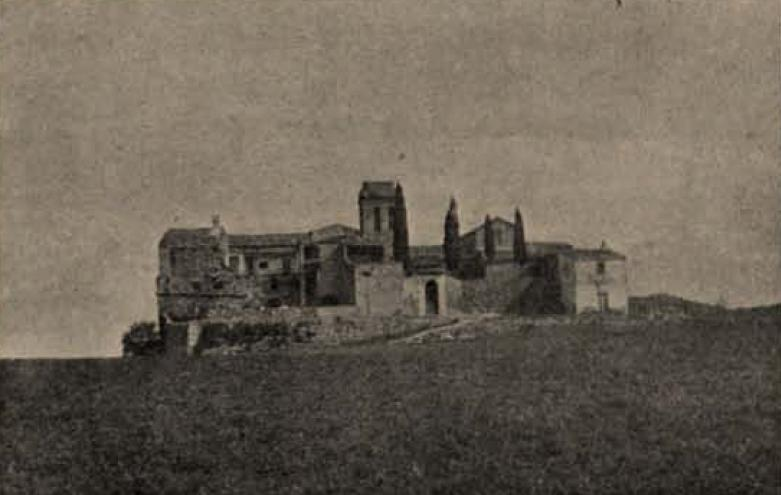
Santa Creu d'Olorda a principis del